# Marcos da Silva Simpson
Marcos da Silva Simpson, noto anche con lo pseudonimo di Marquinhos (27 dicembre 1965), è un giocatore di calcio a 5 brasiliano, campione del mondo con la nazionale brasiliana nel 1989.

## Carriera
Marquinhos ha partecipato alla spedizione brasiliana al FIFA Futsal World Championship 1989 in cui i verdeoro si sono laureati campioni del mondo. Si tratta dell'unico mondiale disputato dall'esterno.

## Palmarès
- Campionato mondiale: 1

Paesi Bassi 1989